# 6816 Barbcohen
6816 Barbcohen è un asteroide della fascia principale. Scoperto nel 1981, presenta un'orbita caratterizzata da un semiasse maggiore pari a 2,2902835 UA e da un'eccentricità di 0,1637527, inclinata di 2,09849° rispetto all'eclittica.
Il nome è derivato da quello della dottoressa Barbara Cohen dell'Università del Nuovo Messico, membro della International Astronomical Union, ed è stato assegnato nel 2006. La scoperta invece è stata fatta nel corso della missione di indagine inglese Schmidt-Caltech Asteroid Survey.